# Gobernador civil

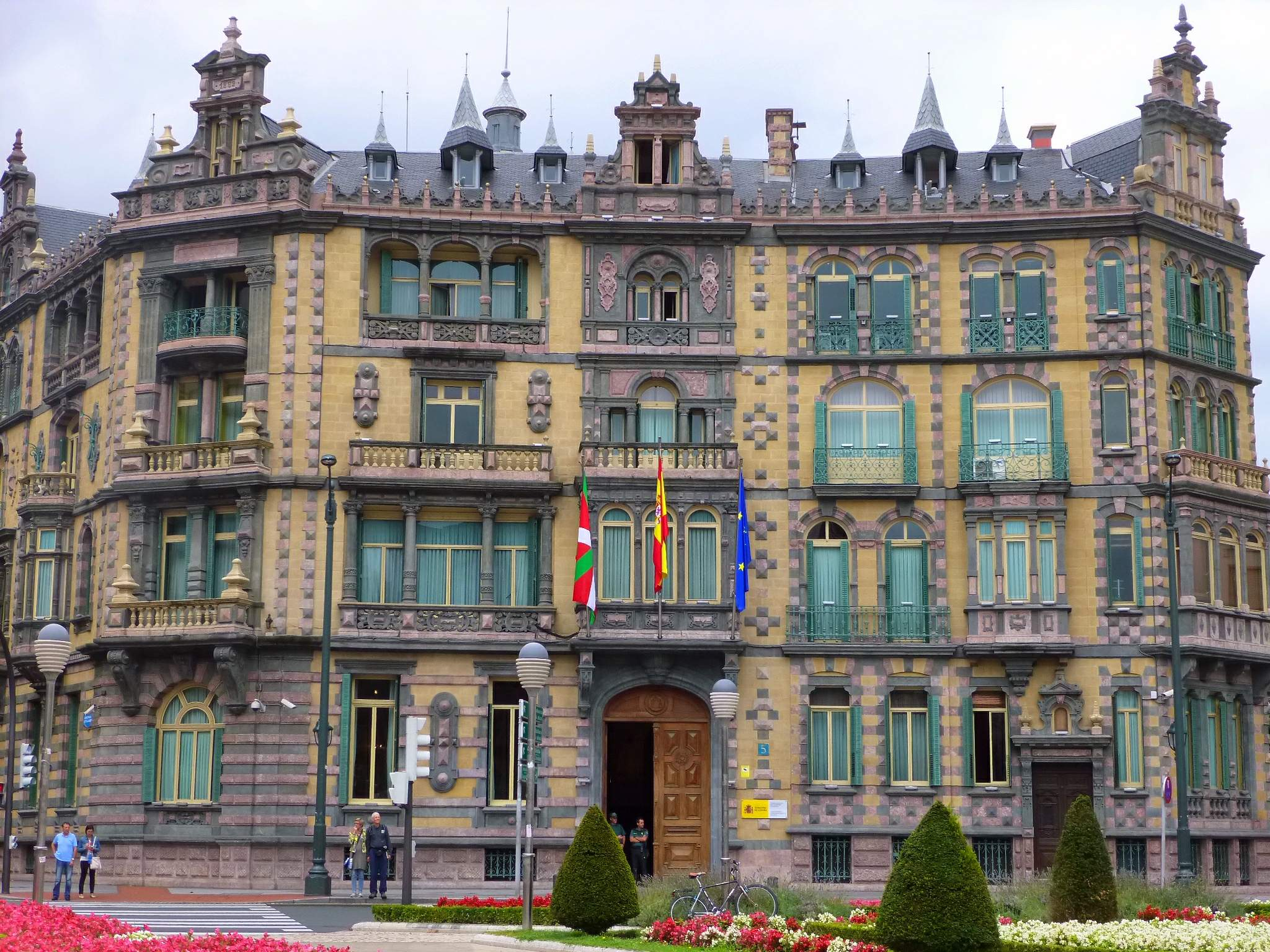
Palacio Chávarri, antigua sede del Gobierno civil en Vizcaya (Bilbao).

El gobernador civil fue la autoridad política en las provincias de España entre 1824 y 1997, año en que su figura quedó subsumida en la del subdelegado del Gobierno.

## Historia
Tiene sus antecedentes, en primer lugar, en los intendentes borbónicos  y, en segundo lugar, en la figura de los jefes políticos como máxima autoridad provincial creado en el artículo 324 de la Constitución Española de 1812. Este cargo fue derogado por Fernando VII en 1814, y restablecido durante el Trienio Liberal de 1820 a 1823.
Fue creado por Real Decreto del 23 de octubre de 1833 en que se establece la figura de subdelegado de fomento, cuyas funciones versaban sobre agricultura, industria y comercio, minería, ayuntamientos, policía general, instrucción pública, sociedades económicas, hospitales y establecimientos benéficos, cárceles, hermandades y cofradías, bibliotecas, museos, teatros y espectáculos, caza, pesca, prevenciones generales, caminos, canales, etc. La estructura administrativa era el subdelegado, un secretario, un oficial de primera y otro de segunda, dos de tercera y otros dos de cuarta y un portero. 
En 1847 en el Real Decreto del 29 de septiembre se le vuelve a denominar gobernador civil que es el que se ha mantenido hasta 1997 en que se creó la figura del subdelegado del gobierno, para asignar a uno por provincia.
A lo largo de estos años se han producido varias modificaciones legales que afectaban a las responsabilidades del cargo. Así en el Real Decreto del 14 de agosto de 1893 en el que se suprimían las secciones de Fomento. En 1925 sus funciones estaban establecidas en la Administración Local y el Estatuto Provincial. El 10 de octubre de 1958 se les dotó de un estatuto propio, otorgándole al cargo la máxima autoridad de la provincia.
El 14 de abril de 1997 desaparece para convertirse en subdelegado del Gobierno dependiente del delegado del Gobierno en la comunidad autónoma.